# Mrówkożer rdzawy
Mrówkożer rdzawy (Conopophaga lineata) – gatunek małego ptaka z rodziny mrówkożerów (Conopophagidae). Występuje w Ameryce Południowej.

## Systematyka

### Podgatunki
Z mrówkożera rdzawego został wydzielony w 2003 roku mrówkożer cynamonowy (Conopophaga cearae). Wyróżnia się 2 podgatunki:
- C. l. lineata (Wied-Neuwied, 1831) – wschodnia i centralna Brazylia
- C. l. vulgaris Ménétries, 1835 – południowo-centralna i południowo-wschodnia Brazylia, Paragwaj, Urugwaj i północno-wschodnia Argentyna

## Środowisko
Lasy, zarówno pierwotne, jak i wtórne; często bambusowe zarośla lub ich okolice.

## Morfologia
Długość ciała wynosi 11–14 cm, masa ciała 16–25 g. Długość skoku wynosi około 2,7 cm (1,1 cala), ogona ok. 4,3 cm (1,7 cala). Gardło i pierś rdzawe, brzuch białawy. Wierzch ciała ziemistobrązowy. Samiec posiada szarą brew.

## Lęgi
Samica składa 2 jaja. Wysiaduje je w nocy i przez większość dnia, w jego pozostałą część robi to samiec. Inkubacja trwa 14 dni. Pisklęta są zdolne do lotu po kolejnych 14 dniach. Mogą jednak przebywać z rodzicami jeszcze 1,5 miesiąca.

## Pożywienie
Według wyników badań przeprowadzonych w lasach Mata Atlantica ok. 58% pożywienia stanowią mrówkowate (Formicidae), oprócz tego żywią się także pająkami, chrząszczami i muchówkami.

## Status
W Czerwonej księdze gatunków zagrożonych IUCN gatunek ten zaliczany jest do kategorii LC (Least Concern – najmniejszej troski). Liczebność populacji nie została oszacowana, ale ptak ten opisywany jest jako pospolity. Trend liczebności populacji uznawany jest za stabilny.